# 副學士
副学士学位（英语：Associate degree 或 Associate's degree）是一种源自美国和加拿大的初级学位，为四级学位系统中的初级学位一种，一般分为文学副学士（英语：Associate of Arts，简称A.A.）及理学副学士（英语：Associate of Science，简称A.S.）。修读者一般须在社区学院或专科学院修读两年，通常无需通过论文考核，与高级文凭的严格制度不同。与之最接近的中國大陸教育资历为大专文凭（但通常英制大专文凭取得者须在大学全职学习3年，因为英制中学只念五年），台灣的專科則會正式授予副學士學位。

## 北美
学位由社区学院（community college）、专科学院（又称初级学院，junior college）或某些具有学士学位颁授资格的学院和大学，颁授给完成了副学士学位课程的学生，该课程等同于四年制大学的首两年课程，也等同于英国的基础学位。而学生亦可于修读副学士第二年后直接转入（Transfer）到大学的第三年继续学士学位，并于两年内毕业，取得学士学位，与其他由第一年直接进入大学的学生无异。相比其他国家，美国的副学士系统相对成熟，很多学生都能顺利转入著名的大学，例如加州大学系统和加州州立大学系统。

## 香港
2000年，时任香港特别行政区行政长官董建华为快速增加具大专学历人口而引进了副学士学位，为资历架构第四级，等级与高等证书（Higher Certificate）/高级文凭（Higher Diploma）和 Certificate/Advanced Certificate, Diploma/Advanced Diploma“资历架构四级” 同等。副学士课程由大学里的相关学院提供。
副学士毕业后，毕业生可选择修读衔接学士以升读大学本科。
香港科技專上書院在2005年開辦護理學副學士課程，但在課程設計、師資及設施等各方面都不達標，雖然護士管理局已兩度拒絕批出認可，惟科專未有通知學生及繼續招收護士學生，直至首屆畢業生在2008年將要畢業，仍未能取得護士管理局的專業資格認可，畢業生不能登記成為註冊護士，科專護理學副學士課程最終爛尾收場，事件引起社會各界對副學士課程質素及過度膨脹的關注。
2016年8月，新論壇和新青年論壇公布《香港各世代大專生收入比較研究報告》，指專上課程畢業生從事低技術職位如文員和推銷員等的人數，在1995至2015年間增加近八成，而起薪中位數則比二十年前的更低。新論壇副召集人鄧咏駿指大專自資學位令學生「浪費錢、浪費時間」，或因而背負學債卻未能增加收入、提升地位，終致「高不成、低不就」。

### 副學士先修學位
副學士先修學位，又稱「副學士預科」，是香港獨有的一個專上課程，目的是讓舊制中五畢業生提供傳統升讀預科課程以外有多一個學習選擇，透過一年的修習，以便升讀給予舊制中七和新制中六畢業生而設的副學士。
副學士先修課程是屬於資歷架構第三級，等同證書「資歷架構三級」預科畢業。但雖如此，副學士先修並不能與預科的畢業生般可直升大學報讀學士課程，而且也不如副學士般分設科系專修。

## 澳大利亚
2004年，澳大利亞將副學士加進了澳大利亞學歷資格架構內。這個稱號會給予比較專注於學術方面的高級文憑（Advanced Diploma）課程（在香港，為區別於Higher Diploma 同 Advanced Diploma「資歷架構四級」時，有稱作「進階文憑」）。不過，很少課程使用了這個新稱號。

## 台湾
2004年，台灣的《專科學校法》修改，引進副學士學位制度，頒授給技職教育體系的二年制專科學校（二專）以及五年制專科學校（五專）的畢業生。這類畢業生若要升學，可報考二年制技術學院（二技），或是以轉學生考試（又稱為「插班」）的方式進入四年制技術學院（四技）或是一般大學的三年級就讀。也可以在滿足若干條件（如畢業後工作滿三年）之後，以同等學力逕行報考研究所碩士班。

## 澳門
2017年，澳門立法會通過《高等教育制度》法律，引進副學士學位制度，其定義是「根據學分制開辦的、為期至少兩個學年的課程。」，完成文憑課程且成績及格者，如獲有關高等院校認可其具有同等學歷，可申請入讀與該文憑所對應的同一知識範疇的學士學位課程第三年級。現時，澳門開辦副學士課程的高等院校包括聖若瑟大學、澳門管理學院和中西創新學院。

## 中国大陆
2014年6月20日，位于湖北孝感的湖北职业技术学院为该校优秀应届毕业生授予“工士”证书。湖北职业技术学院承认“未经国家教育部、地方教育行政部门批准”。教育部稍后明确表示“工士”为荣誉称号非学位。

## 日本
在日本，短期大学的毕业生原本与高等专门学校的毕业生同样被授予“准学士”学位。2005年（平成17年）10月1日起修订实施的教育法规，改授予“短期大学士”（短期大学士）学位，目前仅有高等专门学校的毕业生会被授予“准学士”称号。 。
日本专门学校毕业的学生会被授予专门士或高度专门士学位。专门士学位类似副学士或准学士，高度专门士学位类似职业大学学士。

## 外部連結
- 副學士課程 - 學友社（页面存档备份，存于）